# Dides
Dides (Didas) fou un militar macedoni que va governar Peònia pel rei Filip V de Macedònia. Més tard Perseu de Macedònia (encara príncep) li va encarregar de fer-se amic del seu germà Demetri per copsar les seves intencions. Quan Demetri, coneixedor que el seu pare sospitava d'ell, es va voler refugiar amb els romans, Dides va advertir Perseu, que va fer servir la informació per acusar el seu germà. Filip V va decidir executar Demetri i va usar Dides com a instrument. Dides va empresonar i enverinar el príncep el 181 aC. El 171 aC apareix com a comandant de les forces de Peònia al servei de Perseu.